# Tarbes Gespe Bigorre
Tarbes Gespe Bigorre is een Franse basketbalclub uit Tarbes. Het eerste damesteam van de club treedt aan in de Franse Ligue féminine de basket. De club won de Coupe de France drie maal, in 1996, 1997 en 1998, en haalde de finale in 2009 en 2010. Het team speelde Frans kampioen in 2010 en was vicekampioen in 1993, 1995, 2003, 2009, 2011 en 2018. Het team werd laureaat van de Ronchetti Cup in 1996, en was verliezend finalist voor die cup in 2002.

## Erelijst
- Landskampioenschap Frankrijk (1):

Winnaar: 2010
Tweede: 1993, 1995, 2003, 2009, 2011, 2018, 2025
- Coupe de France (3):

1996, 1997, 1998
2009, 2010 (Runner-up)
- Tournoi de la Fédération (1):

1995
1996, 1997 (Runner-up)
- Ronchetti Cup (1):

1996
2002 (Runner-up)